# Хрещатицько-Звенячинське урочище
Хреща́тицько-Звеня́чинське — заповідне урочище місцевого значення в Україні. Розташоване в межах Заставнівського району Чернівецької області, біля сіл Хрещатик і Звенячин. 
Площа 25 га. Статус надано 1984 року. Перебуває у віданні Хрещатицької сільської ради. 
Статус надано з метою збереження мальовничого урочища на правому березі річки Дністер. Територія охоплює стрімкі схили Дністровського каньйону зі скельними виходами та ділянками степової рослинності. Місце зростання таволги польської (Spiraea polonica), виду, занесеного до Червоної книги України.